# Edward Skarga
Edward Skarga (ur. 22 kwietnia 1924 w Warszawie, zm. 24 marca 2017 w Katowicach) – polski aktor teatralny i filmowy.

## Życiorys
13 marca 1947 zadebiutował w Teatrze Polskim w Poznaniu, w latach 1948–1951 pracował w Teatrze Miejskim w Jeleniej Górze, w latach 1951–1952 w Teatrze Ateneum w Warszawie, w latach 1952–1955 w Teatrze Ziemi Opolskiej w Opolu, w latach 1955–1958 w Teatrze Ludowym w Nowej Hucie, w latach 1959–1961 w Teatrze im. Juliusza Słowackiego w Krakowie, w latach 1962–1963 w Teatrze im. Adama Mickiewicza w Częstochowie, w 1962 w Teatrze Dramatycznym w Poznaniu, w latach 1963–1966 w Teatrze Polskim w Bielsku-Białej, w 1967 i w latach 1980–1989 w Teatrze Śląskim im. Stanisława Wyspiańskiego w Katowicach, w latach 1967–1980 w Teatrze Zagłębia w Sosnowcu, a w latach 1994–1999 w Teatrze Rozrywki w Chorzowie. Od 1989 był na emeryturze.
Kilkakrotnie odznaczony m.in.:
- 1972: Złota Odznaka Zasługi dla Województwa Katowickiego
- 1978: Złoty Krzyż Zasługi[2]
- 1982: Krzyż Partyzancki
- 1991: Odznaka „Zasłużony Działacz Kultury”

## Filmografia
- 2003: Show jako staruszek przed telewizorem
- 2000: Tradycyjny model rodziny (odc. 41) w Święta wojna (1999-2008; serial tv) jako Joachim
- 1995: Archiwista
- 1989: Triumph of The Spirit jako więzień
- 1988: Gdzie jest mój ojciec. Rok 1962 (odc. 8) w Rodzina Kanderów jako dyrektor szkoły
- 1986: Statek nadziei (odc. 4) w Na kłopoty... Bednarski jako Lovenfisch, mężczyzna wręczający Hermanowi pieniądze na wyścigach
- 1985: Jeździec w ogniu w Zdaniem obrony jako oficer dyżurny
- 1982: Odlot jako kierowca z szybą oblaną olejem,
- 1982: Stąd mój ród. Rok 1920 (odc. 9) Witajcie w domu. Rok 1921/22 (odc. 10) w Blisko, coraz bliżej
- 1981: „Anna” i wampir jako milicjant Bogdan Drozda, członek grupy dochodzeniowej
- 1981: Białe tango jako wuj Joli (odc. 2)
- 1979: Synowie Krwawego (odc. 4) w Ród Gąsieniców
- 1976: Ptaki, ptakom... jako komendant
- 1958: Pigułki dla Aurelii

## Spektakle teatralne (wTeatrze Telewizji)
- 1985: Szewcy jako lokaj Fiedrusieńko
- 1979: 2 w Prawo głosu jako lekarz
- 1977: Wędrówki mistrza Kościeja jako Szabernak
- 1974: Pokład Joanny jako Szymiczek
- 1968: Nie będzie zwycięstwa, generale...
- 1967: Wrogowie
- 1967: Romeo z Samary
- 1967: Pierwsze kroki
- 1967: Jutro Berlin

## Życie prywatne
Brat aktorki Hanny Skarżanki i Barbary Skargi, mąż Danuty Krasoń, ojciec aktora Piotra Skargi. Jego kolejną żoną była aktorka Anna Gołębiowska.